# Eye II Eye
Eye II Eye è un album del gruppo musicale tedesco hard rock Scorpions, pubblicato nel 1999.

## Tracce
1. Mysterious (Rieckermann, Schenker, Jabs, J.M. Byron, Meine) – 5:28
2. To Be No. 1 (Peter Wolf, Jabs, Meine) – 3:57
3. Obsession (Meine, Wolf) – 4:09
4. 10 Light Years Away (Mick Jones, Marti Frederiksen, Meine, Schenker) – 3:52
5. Mind Like a Tree (Schenker, Wolf, Meine) – 5:34
6. Eye to Eye (Schenker, Meine) – 5:04
7. What U Give U Get Back (Schenker, Wolf, Meine) – 5:02
8. Skywriter (Schenker, Meine) – 4:55
9. Yellow Butterfly (Schenker, Frederiksen, Meine) – 5:44
10. Freshly Squeezed (Schenker, Wolf, Meine) – 3:53
11. Priscilla (Schenker, Meine) – 3:17
12. Du Bist So Schmutzig (Jabs, Schenker, Meine, Kottak) – 3:55
13. Aleyah (Schenker, Meine) – 4:19
14. A Moment in a Million Years (Meine) – 3:38

## Singoli
- Mysterious
- Eye to Eye (b-sides: Yellow Butterfly, A Moment in a Million Years)
- 10 Light Years Away (b-sides: Start Me Up, You And I (live))
- To Be No. 1 (b-sides: To Be No. 1 (radio edit), Mind Like a Tree, Mind Power, To Be No. 1 (video))

## Formazione
- Klaus Meine - voce
- Rudolf Schenker - chitarra
- Matthias Jabs - chitarra
- Ralph Rieckermann - basso
- James Kottak - batteria

## Classifiche

### Album
| Anno | Classifica | Posizione massima |
| ---- | ---------- | ----------------- |
| 1999 | Finlandia  | 37                |
| 1999 | Francia    | 50                |
| 1999 | Germania   | 6                 |
| 1999 | Giappone   | 84                |
| 1999 | Svizzera   | 49                |
| 1999 | Ungheria   | 24                |

### Singoli
| Anno | Titolo      | Classifica                    | Posizione massima |
| ---- | ----------- | ----------------------------- | ----------------- |
| 1999 | Mysterious  | Stati Uniti (mainstream rock) | 26                |
| 1999 | To Be No. 1 | Germania                      | 55                |